# Zentralchina-Expeditionsarmee
Die Zentralchina-Expeditionsarmee (jap. 中支那派遣軍, Naka-Shina hakengun) war von 1938 bis 1939 ein Großverband des Kaiserlich Japanischen Heeres. Während ihres Bestehens nahm die Armee an vielen großen Schlachten während des Zweiten Japanisch-Chinesischen Krieges teil und eroberte große Gebiete der Republik China.
Die Zentralchina-Expeditionsarmee war eine Vorläuferin der China-Expeditionsarmee.

## Geschichte
Nachdem im Zweiten Japanisch-Chinesischen Krieg die chinesische Hauptstadt Nanking gefallen war, wurde aus Teilen der Shanghai-Expeditionsarmee und der 10. Armee am 14. Februar 1938 die Zentralchina-Expeditionsarmee (ZCEA) unter dem Kommando von General Hata Shunroku aufgestellt. Der ZCEA wurde die erneut aufgestellte 2. Armee (Drei Infanterie-Divisionen und eine Kavallerie-Brigade) und die 11. Armee (Vier Infanterie-Divisionen) sowie sieben Infanterie-Divisionen direkt unterstellt, die sie auf eine Stärke von etwa 500.000 Mann brachte. Das hauptsächliche Operationsgebiet der ZCEA war in der Provinz Hubei. Während ihres gesamten Bestehens war die ZCEA, oder Teile davon, in schwere Kämpfe mit der Nationalrevolutionären Armee verwickelt. Ab Mai 1938 nahmen acht Divisionen an der siegreichen Schlacht um Xuzhou teil, die 30.000 Mann Verluste kostete. Von Juni bis Oktober kam es zur Schlacht um Wuhan, an der 350.000 Soldaten der ZCEA teilnahmen. Wuhan konnte zwar genommen werden, dies kostete die Japaner jedoch 140.000 Mann an Verlusten. Nach diesen hohen Verlusten begann eine weitgehend statische Periode des Krieges, die bis Mitte März 1939 anhielt, als die ZCEA mit 120.000 Mann bei der Schlacht um Nanchang wieder in die Offensive überging. Bei der Einnahme kam es zu 24.000 Mann Verlusten. Von April bis Mai 1939 geriet die 2. Armee in Bedrängnis, als sie in der Schlacht um Suixian–Zaoyang von 220.000 NRA-Soldaten angegriffen wurde. Unter Verlust von 21.000 Mann musste sich die ZCEA aus den zuvor eroberten Gebieten zurückziehen. Etwa 100.000 Mann der ZCEA, hauptsächlich Einheiten der 11. Armee, nahmen Mitte September an der ersten Schlacht um Changsha teil, die unter schweren Verlusten von 40.000 Mann verlorenging.
Am 23. September 1939 wurde die Armee aufgelöst und ihre Einheiten wurden auf die frisch aufgestellte Hauptarmee China-Expeditionsarmee und die Regionalarmee Nordchina aufgeteilt.

## Armeeführung

### Oberbefehlshaber
| Name                         | Von               | Bis                |
| ---------------------------- | ----------------- | ------------------ |
| General Hata Shunroku        | 14. Februar 1938  | 14. Dezember 1938  |
| Generalleutnant Yamada Otozō | 15. Dezember 1938 | 23. September 1939 |

### Stabschefs
| Name                              | Von              | Bis                |
| --------------------------------- | ---------------- | ------------------ |
| General Kawabe Masakazu           | 15. Februar 1938 | 30. Januar 1938    |
| Generalleutnant Yoshimoto Teiichi | 31. Januar 1938  | 23. September 1939 |

## Untergeordnete Einheiten
Am 4. Juli 1938 unterstanden der ZCEA folgende Einheiten:
- 2. Armee
  - 10. Division
  - 13. Division
  - 16. Division
  - 4. Kavallerie-Brigade
- 11. Armee
  - 6. Division
  - 101. Division
  - 106. Division
  - Hata-Detachment
  - 27. Division (ab 15. Juli 1938)
- Direkt der ZCEA unterstellt:
  - 3. Division
  - 9. Division
  - 18. Division
  - 116. Division
  - 15. Division (ab 15. Juli 1938)
  - 17. Division (ab 15. Juli 1938)
  - 22. Division (ab 15. Juli 1938)